# Ad valorem
Ад валорем (лат. ad valorem, по оценке, с цены) — в таможенных тарифах название пошлины, взимаемой в виде известного процента с цены товара; таможенный способ вычисления платежа за перевозку грузов, в зависимости от их ценности. «Имеется в виду, что такое исчисление производится не за единицу груза, а в процентах от его цены».
В XIX веке подобные пошлины были особенно употребительны в Соединённых Штатах и в Англии.